# Emad Soliman
Emad Soliman (ar. عماد سليمان; ur. 23 lipca 1959 w Gizie) – egipski piłkarz grający na pozycji napastnika. W swojej karierze rozegrał 51 meczów i strzelił 14 goli w reprezentacji Egiptu.

## Kariera klubowa
Swoją karierę piłkarską Soliman rozpoczął w klubie Ismaily SC. W 1977 roku zadebiutował w nim w pierwszej lidze egipskiej. Grał w nim do 1994 roku. Wraz z Ismaily wywalczył mistrzostwo Egiptu w sezonie 1990/1991. W latach 1994–1996 grał w klubie El Qanah FC, w którym zakończył karierę.

## Kariera reprezentacyjna
W reprezentacji Egiptu Soliman zadebiutował 29 maja 1983 w wygranym 4:0 towarzyskim meczu z Kamerunem, rozegranym w Kairze i w debiucie strzelił dwa gole. W 1984 roku powołano go do kadry Egiptu na Puchar Narodów Afryki 1984. Wystąpił w nim w pięciu meczach: grupowych z Kamerunem (1:0), z Wybrzeżem Kości Słoniowej (2:1) i z Togo (0:0), półfinałowym z Nigerią (2:2, k. 7:8, strzelił w nim gola) i o 3. miejsce z Algierią (1:3). Z Egiptem zajął 4. miejsce w tym turnieju. W tym samym roku wziął udział w Igrzyskach Olimpijskich w Los Angeles. Z kolei w 1986 roku był powołany na Puchar Narodów Afryki 1986, jednak nie wystąpił w nim ani razu. Egipt wygrał ten turniej zdobywając mistrzostwo Afryki.
W 1988 roku Soliman był w kadrze Egiptu na Puchar Narodów Afryki 1988. Na tym turnieju zagrał w jednym meczu grupowym, z Kamerunem (0:1). W kadrze narodowej od 1983 do 1988 roku zagrał 51 razy i strzelił 14 goli.